# Easy
Easy är en svensk indiepopgrupp från Jönköping och Göteborg.

## Historia
Gruppen slog igenom 1989 under namnet TV Pop Crisis då de blev signade av det engelska indiebolaget Blast First. Musiktidningar i både Sverige och England skrev upp bandet som i samma veva bytte namn till Easy efter en lyssnartävling i Sveriges Radio P3.
Debutalbumet Magic Seed fick bra recensioner och singlarna "Castle Train", "He Brings the Honey" och "Horoscope" tog sig in på engelska topplistan. När Easy spelade in sin uppföljare drabbades distributionsbolaget av ekonomiska problem varvid det dröjde till 1994 innan nästa album, Sun Years, släpptes, då på MNW:s underetikett Soap Records. Denna skiva innehöll de tre singlarna "Never Seen a Star", "In Black & White" och "Listen to the Bells". Bandet splittrades 1994.
Tre av medlemmarna bildade bandet Fly och började göra mer dansorienterad musik. Albumet Green Lights släpptes på Dolores och singeln "Bad Karma Sky" fick en hel del radiotid. Fly bytte dock tillbaka till det ursprungliga namnet Easy och släppte även albumet Satellites , denna gång på bolaget A West Side Fabrication.
2010 uppträdde Easy på Emmaboda-festivalen där man framförde debutskivan Magic Seed. Comebacken har därefter följts av konserter  i Sverige, Tyskland och England samt flera skivutgivningar: ´´Popcorn Grafittí´ (2012), ´´Swimming wich the Beast´´ ( 2014), ´´A Heartbeat from Eternity‘‘ (2018). 
De senaste skivorna ’’Radical Innocence‘‘(2020) och ´´A Signal In The Clouds‘‘(2023) är inspelade i London med producenten Pat Collier.

## Nuvarande medlemmar
- Johan Holmlund (sång)
- Tommy Ericsson (gitarr)
- Tommy Dannefjord (tidigare Jonsson) (trummor)
- Rikard Jormin (basgitarr)
- Anders Petersson (keyboard, gitarr)
- Ingvar Larsson (keyboards)

### Tidigare medlemmar
- Per Sjörs (keyboard)
- Nicolas Tognati (trummor)
- Fredrik Lindson (gitarr)

## Diskografi

### Studioalbum
- 1990 - Magic Seed (återutgiven 2018)
- 1994 - Sun Years
- 1998 - Green Lights
- 2001 - Satellites
- 2012 - Popcorn Graffiti
- 2014 - Swimming with the Beast
- 2018 - A Heartbeat From Eternity
- 2020 - Radical Innocence
- 2023 -   A Signal in the Clouds
- 2023 -     A Signal in the Clouds - Expanded Edition

### Singlar
- 1990 - Castle Train / Cloud Chamber
- 1991 - He Brings the Honey
- 1991 - Horoscope
- 1993 - Never Seen a Star
- 1993 - In Black and White
- 1994 - Listen To the Bells
- 1998 - Bad Karma Sky
- 2000 -  Stranded No.1
- 2001 - Kiss Kiss
- 2010 - It's OK To Cry
- 2012 - For Beauty
- 2012 - Song to Remember
- 2012 - 12 Bells
- 2014 - Swimming with the Beast
- 2017 - Ask the Sky
- 2018 - I Can Tell You Why
- 2020 -  Crystal Waves
- 2023 -  Chameleons
- 2023 -  Alchemist Girl
- 2023 -  A Signal In The Clouds" - Mixed by Quant
- 2023 -  My Escape Plan (Single Mix)
- 2024 -  Between John & Yoko (U.S. Single Mix)
- 2024 -  A Signal in the Clouds (Radio Edit)